# Aéroport international d'Oufa
L'aéroport international d'Oufa (russe : Международный аэропорт Уфа, bachkir : Өфө халыҡ-ара аэропорты) (code IATA : UFA • code OACI : UWUU) est un aéroport desservant la ville d'Oufa, la capitale de la Bachkirie, en Russie.
En 2013, l'aéroport a accueilli 2 218 000 passagers, faisant de lui le neuvième aéroport le plus fréquenté de Russie, et le principal du District fédéral de la Volga et de la Bachkirie.

## Histoire

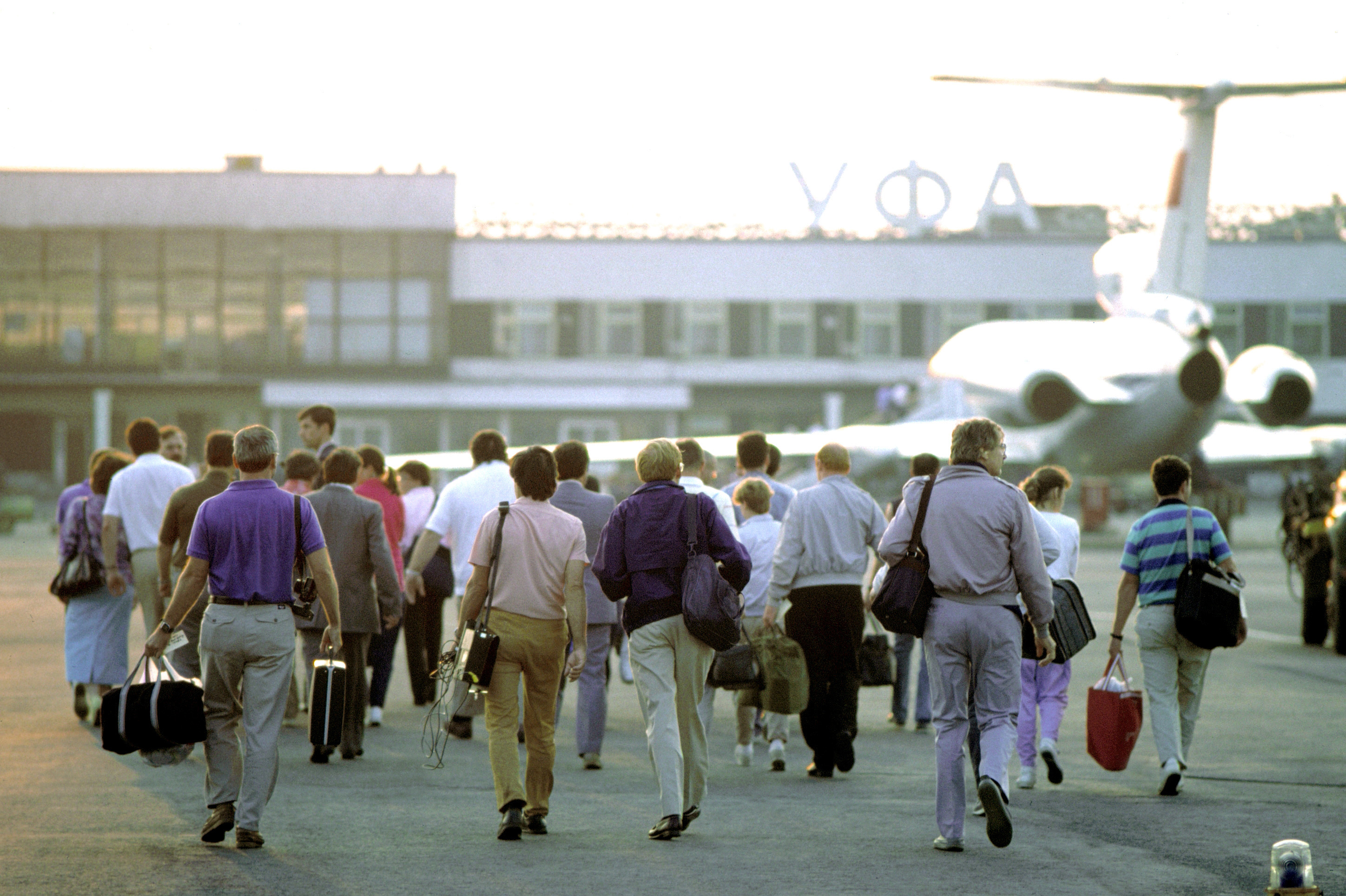
L'aéroport international d'Oufa en 1989.

Le 11 mai 1924, un hangar est construit près du village de Glumilino, et le 15 mai, un club d'aviation y commence ses activités. La première ligne commerciale de l'aéroport est ouverte en 1933 (Oufa–Sterlitamak–Meleouz–Mrakovo–Baïmak–Magnitogorsk–Beloretsk–Oufa). En 1956, l'aéroport d'Oufa devient un centre de maintenance pour les Yakovlev Yak-12 ainsi que pour les hélicoptères Mil Mi-1. Entre 1959 et 1962, l'aéroport est reconstruit. Trois hôtels, un dépôt de carburant, un bâtiment de fret, un restaurant de 100 places, un garage, ainsi qu'une nouvelle piste d'atterrissage et des installations radars sont construits. La nouvelle piste peut ainsi recevoir des Tupolev Tu-124, des Antonov An-10 et des Iliouchine Il-18. En 1964, un nouveau terminal pouvant accueillir 400 passagers à l'heure est construit. Sa superficie est doublée en 2007, accueillant ainsi 600 passagers à l'heure.

## Trafic
Pour des raisons techniques, il est temporairement impossible d'afficher le graphique qui aurait dû être présenté ici.

Voir la requête brute et les sources sur Wikidata.

## Compagnies aériennes et destinations
| Compagnies         | Destinations |
| ------------------ | --- |
| Aeroflot           | Moscou Chérémétiévo |
| Alrosa             | En saison : Simféropol |
| Azimuth            | Krasnodar-Pashkovsky, Rostov-sur-le-Don/Platov, Erevan-Zvarnots |
| Azur Air           | En saison Charter : Antalya, Dalaman, Enfidha-Hammamet |
| Buta Airways       | Bakou-H. Aliyev |
| Gazpromavia        | Moscou-Vnoukovo |
| Georgian Airways   | Tbilissi-C. Roustavéli (suspendu) |
| Komiaviatrans      | Syktyvkar (en), Oussinsk (en) |
| KrasAvia           | Novy Ourengoï, Tioumen-Roshchino |
| NordStar           | Bakou-H. Aliyev, Norilsk-Alykel |
| Nordwind Airlines  | Moscou Chérémétiévo En saison : Simféropol, Sotchi-Adler En saison Charter : Antalya, Bourgas, Héraklion-N. Kazantzákis, Monastir |
| Onur Air           | En saison Charter : Antalya |
| Pegas Fly          | Moscou Chérémétiévo |
| Pobeda             | Moscou-Vnoukovo, Saint-Pétersbourg-Poulkovo, Sotchi-Adler |
| Red Wings Airlines | Moscou-Domodédovo, Istanbul En saison : Simféropol, Sotchi-Adler Charter : Antalya, Dalaman |
| Rossiya Airlines   | Saint-Pétersbourg-Poulkovo En saison : Sotchi-Adler En saison Charter : Larnaca |
| Royal Flight       | En saison Charter : Antalya, Barcelone-El Prat, Enfidha-Hammamet |
| RusLine            | Narian-Mar, Saint-Pétersbourg-Poulkovo |
| S7 Airlines        | Moscou-Domodédovo, Novossibirsk-Tolmatchevo |
| Smartavia          | Saint-Pétersbourg-Poulkovo En saison : Simféropol, Sotchi-Adler |
| Turkish Airlines   | Istanbul En saison Charter : Antalya |
| Ural Airlines      | Bangkok-Suvarnabhumi, Douchanbé, Moscou-Domodédovo, Nijnevartovsk (en), Noïabrsk (en), Sourgout En saison : Khodjent |
| Utair              | Kazan, Khanty-Mansiïsk (en), Kogalym (en), Moscou-Vnoukovo, Nijnevartovsk (en), Nijni Novgorod-Strigino, Samara-Kouroumotch, Sourgout, Tioumen-Roshchino, Vienne-Schwechat, Volgograd (ex-Stalingrad) , Iékaterinbourg-Koltsovo En saison : Anapa |
| UVT Aero           | En saison : Guelendjik, Simféropol, Sotchi-Adler |
| Uzbekistan Airways | Tachkent |
| Yamal Airlines     | Moscou-Domodédovo, Nadim (en), Novy Ourengoï, Noïabrsk (en), Salekhard (en) |